# Husumer Schiffswerft
Die Husumer Schiffswerft (kurz HSW) war ein Schiffbaubetrieb in Husum an der Nordsee. 1999 meldete das Unternehmen Insolvenz an.

## Geschichte

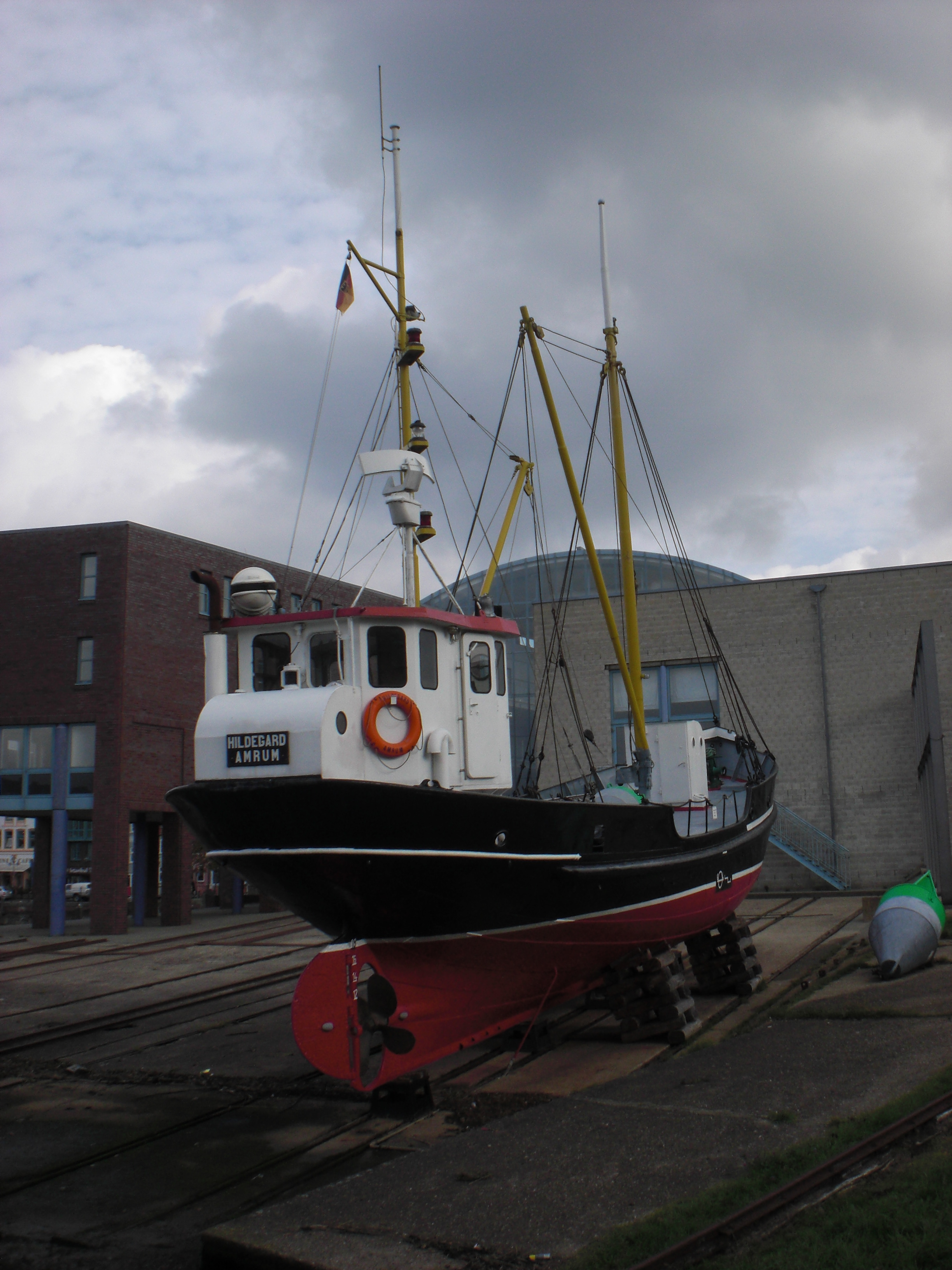
Der frühere Tonnenleger Hildegard auf dem ehemaligen Slip der Husumer Schiffswerft

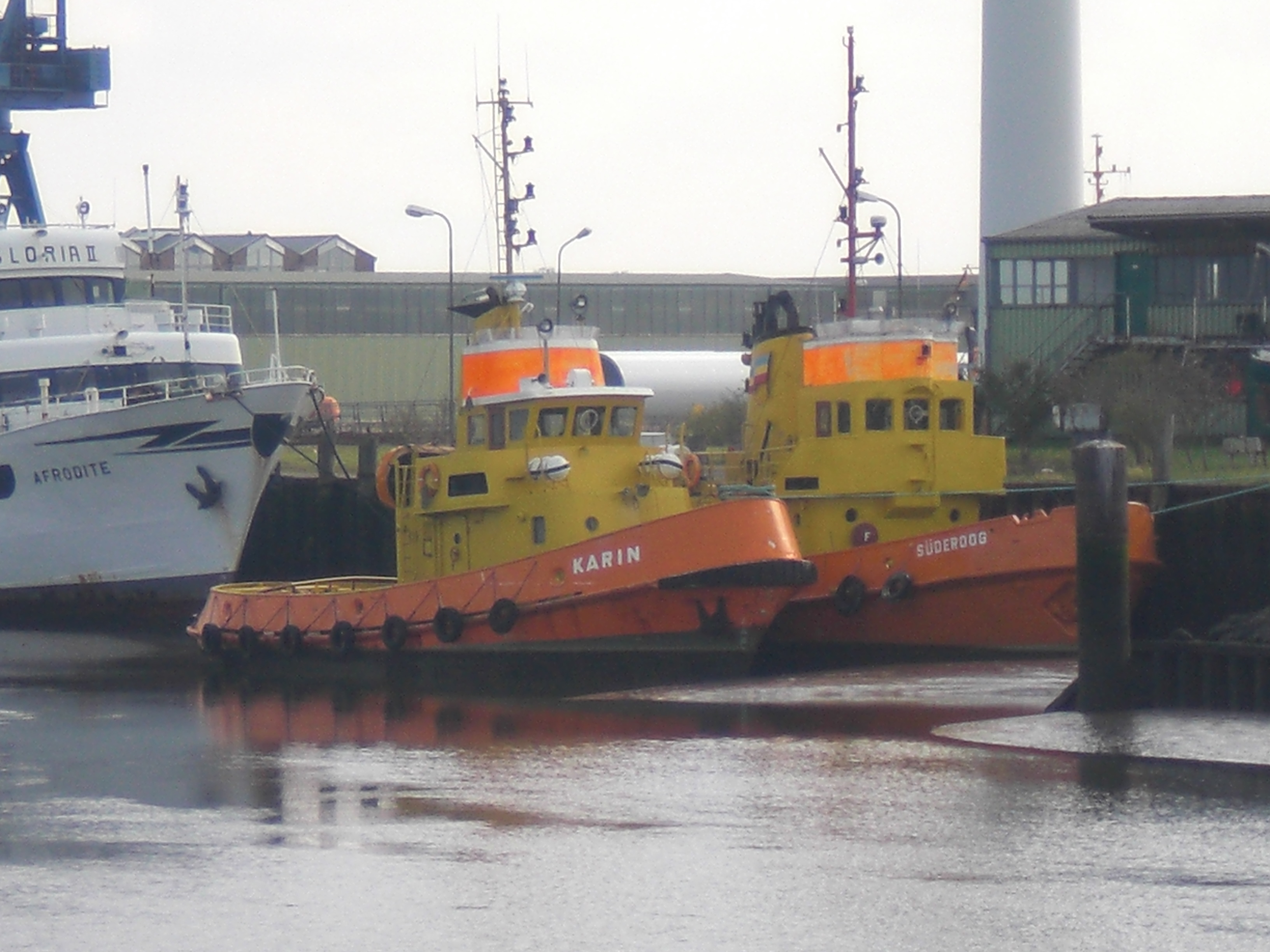
Die beiden Werftschlepper Karin und Süderoog. Die Karin entstand 1977 bei der HSW

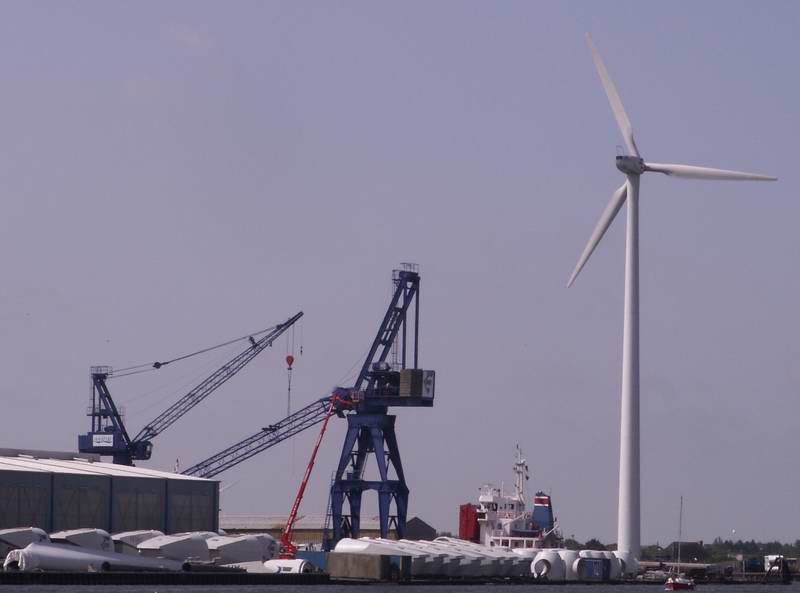
Heutiges Gelände der Senvion

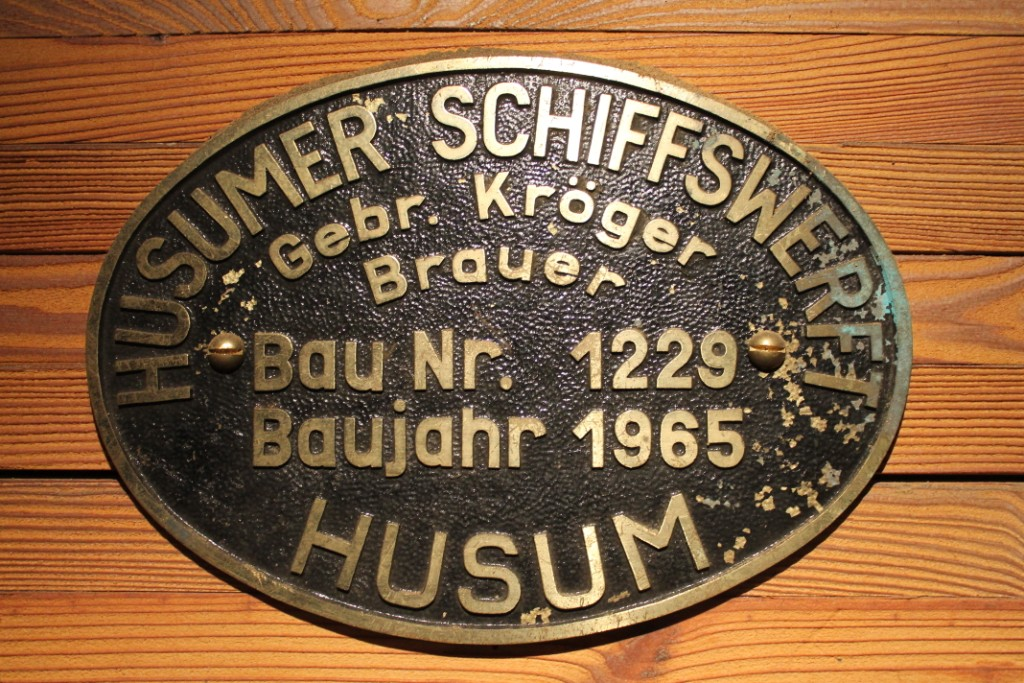
Schild von der Baunummer 1229 der Husumer Schiffswerft

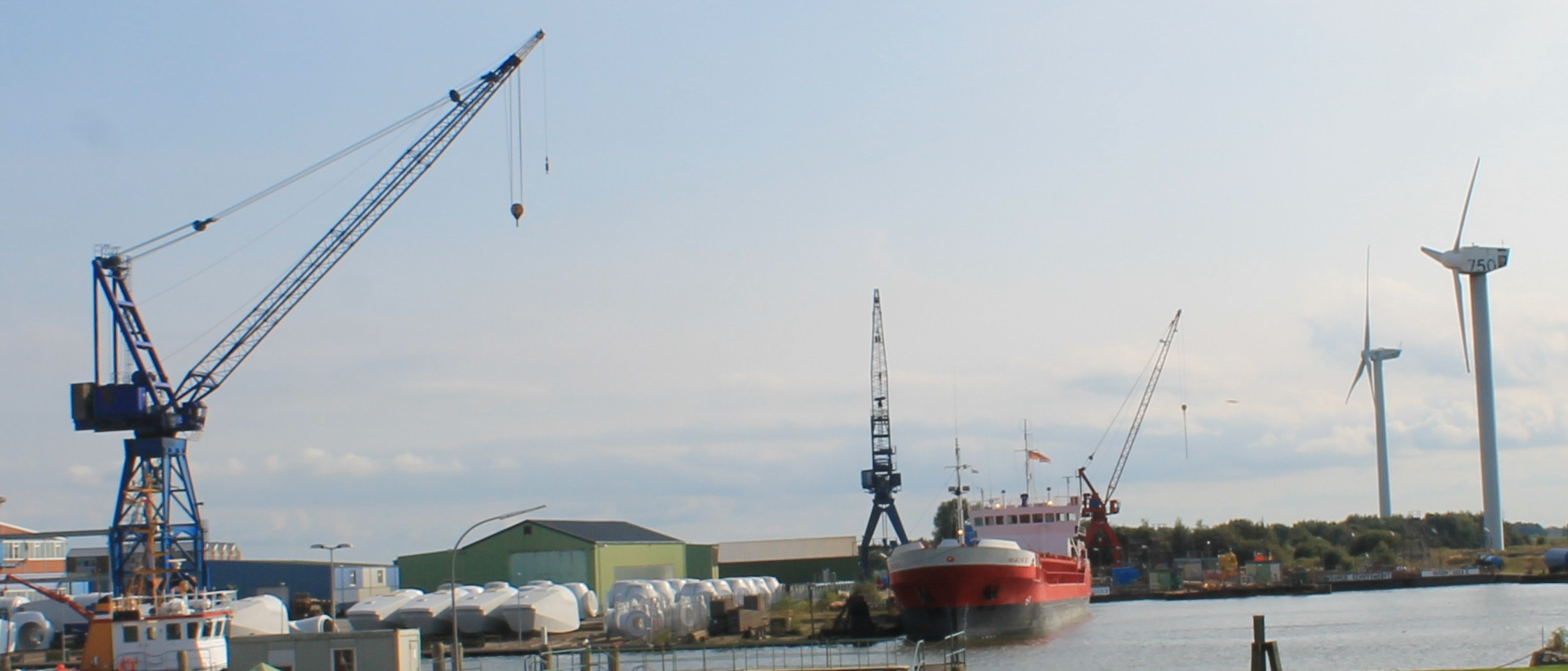
2016, Blick auf Husumer Dock und Reparatur GmbH & Co. KG,

### Erste Nachweise
Die Ursprünge des Schiffbaus am alten Standort im Husumer Binnenhafen lassen sich bis ins Jahr 1606 zurückverfolgen. Nachdem der Schiffbau 1735 aufgrund der starken Verschlickung des Hafens zum Erliegen kam, lässt sich für 1740 der Bau des Schoners Fortuna nachweisen. Ab 1796 war der Betrieb der Werft unter verschiedenen Schiffbaumeistern ohne Unterbrechung belegt und für 1799 ist der Bau von vier Schiffen verzeichnet. Bis zum Zweiten Weltkrieg baute die Werft in der Hauptsache hölzerne Frachtsegler und Fischereifahrzeuge. Ungefähr um 1900 kam die Reparatur eiserner Schiffe hinzu. In etwa um diese Zeit malte der in Husum geborene Künstler Richard von Hagn die Werft.

### Nachkriegszeit
Zum 1. Januar 1947, noch vor der Neugründung der Rendsburger Kröger-Werft, übernahmen die ehemaligen Inhaber der Warnemünder Krögerwerft, die Schiffbauingenieure und Brüder Karl Kröger (1902–1963) und Hans Kröger (1905–1971) mit ihrem Partner Walter Brauer die Husumer Werft. Mit einer Belegschaft von sechs Mann wurden zunächst Reparaturen und Umbauten im Auftrag der britischen Militärregierung durchgeführt.
Der erste Neubau entstand 1949 für die Oberfinanzdirektion Kiel, es war der Zollkreuzer Eiderstedt. Schon 1950/51 wurden neun Schiffe abgeliefert, darunter vier Lotsenboote für die Türkei. Zu den Schwerpunkten der ersten beiden Jahrzehnte zählten große Baureihen von Küstenmotorschiffen von 299 und 499 Bruttoregistertonnen (BRT). Bis 1968 entstanden 250 Neubauten und die Belegschaft wuchs innerhalb dieser Zeit auf rund 300 Mitarbeiter.

### Umzug in den Außenhafen
Ende der 1960er Jahre waren die Vergrößerungsmöglichkeiten der Werft im Binnenhafen erreicht. Die Stadt Husum leitete nach langwierigen Verhandlungen mit der Landesregierung den Neubau einer größeren Seeschleuse in die Wege, deren Bau 1971 begonnen wurde. Im Vorgriff auf die zu bauende Schleuse erschloss die Husumer Werft in den Jahren 1968 bis 1971 einen neuen größeren Betriebsstandort auf Rödemis Hallig am Außenhafen. Das Tagesfahrgastschiff Malmö lief als erster Neubau des neuen Betriebs am 18. Januar 1969 vom Stapel. Durch die beiden neuen Querhellingen für Schiffe bis zu 4500 Tonnen Tragfähigkeit konnten ab 1970 erste Neubauten mit 999 BRT, ab 1976 von 1599 BRT abgeliefert werden. Zum neuen Werftbetrieb gehörte ein Baudock für Schiffe bis zu 10.000 Tonnen Tragfähigkeit und zwei Reparaturslips von 65 Metern Länge. Der Betrieb wurde nach dem Tod von Hans Kröger im Jahr 1971 von seinem Schwiegersohn Uwe Niemann geführt. Nachdem 1972 mit der Autofähre Pellworm II der letzte Neubau der alten Stammwerft im Binnenhafen vom Stapel lief, wurde der Betrieb dort zum Ende des Jahres 1976 komplett eingestellt. Die alte Slipanlage wurde 1990 unter Denkmalschutz gestellt und auf dem ehemaligen Werftgelände steht heute das Husumer Rathaus.

### Hochkonjunktur und Werftenkrise
Die 1970er Jahre sind durch eine Hochkonjunktur der Werft gekennzeichnet. Außer den regelmäßig erstellten Frachtschiffen nahm das Unternehmen in dieser Zeit anspruchsvollere Schiffe, wie Bohrinsel-Versorger, Dockschiffe, Hotelschiffe, Fährschiffe und Schwergutschiffe in ihr Programm. Nachdem die Werft im Jahr 1977 ein neues 130 Meter langes Trockendock in Betrieb nehmen konnte, stieg die Beschäftigtenzahl kurzzeitig auf bis zu 800. Als die Werftenkrise Anfang der 1980er Jahre die Husumer Schiffswerft erreichte, sank die Belegschaft auf 485 Beschäftigte. Der Betrieb blieb aber die größte Werft an der schleswig-Holsteinischen Westküste und der größte Arbeitgeber Husums.

### Konkurs und Neuanfang
Ende der 1980er Jahre begann sich die Husumer Schiffswerft mit der Entwicklung und Herstellung von Windkraftanlagen ein zweites Standbeins zu schaffen. Die Umsätze in den Windenergieaufträgen erreichten später zwischen 10 und 15 Prozent des Gesamtumsatzes, konnten den negativen Trend in der Schiffbaubranche jedoch nicht soweit ausgleichen, um das gesamte Unternehmen zu halten. Bis Ende der 1990er Jahre sank der Mitarbeiterstamm daher auf unter 250. Im Dezember 1999 wurde schließlich vom Amtsgericht in Husum das Insolvenzverfahren gegen die Husumer Schiffswerft eröffnet.
Genau ein Jahr nach der Konkurseröffnung übernahm im Januar 2000 das Windenergieunternehmen Jacobs Energie GmbH aus Heide die Windenergiesparte der Werft. 30 Mitarbeiter und die 100 Meter lange und 30 Meter breite Halle der Werft wurden direkt übernommen, 60 Schiffbauer wurden bei der ebenfalls auf dem Werftgelände angesiedelten NOI Rotortechnik GmbH weiterbeschäftigt. Jacobs zog mit seiner Entwicklung und Fertigung komplett in die Schiffbauhalle nach Husum um und investierte dort über zwei Millionen DM. Nachdem Jacobs mit der IG Metall Rendsburg einen Haustarifvertrag abgeschlossen hatte, um die vorher etwa 20 Prozent höheren Löhne der früheren Schiffbauer auszugleichen, fanden Ende 2000 rund 130 Beschäftigte bei Jacobs in Husum Arbeit. Jacobs Energie schloss sich 2001 mit BWU und pro + pro Energiesysteme zur REpower Systems zusammen (seit 2013 Senvion).
Der Schiffsreparaturbetrieb mit 30 Beschäftigten wurde später von der Kröger-Werft aus Rendsburg übernommen. Heute wird die Werft als Husumer Dock und Reparatur GmbH & Co. KG betrieben.

## Schiffe der Werft
Die Werft baute im Laufe ihrer 52-jährigen Geschichte weit über 400 Schiffe. Der Schwerpunkt der Neubautätigkeit lag hauptsächlich auf Küstenmotorschiffen. Es wurden daneben zahlreiche Fahrgast- und Fährschiffe aller Art und zeitweise Yachten gebaut. Des Weiteren zählten Spezialschiffe wie Öl-, Gas- und Chemikalientanker, Schlepper, Kutter und Schwimmbagger sowie Behörden- und Hotelschiffe, aber auch Kesselhäuser zum Repertoire der Werft.
Besonderer Erwähnung bedarf die hohe Zahl von etwa 20 der insgesamt 71 Kümos der frühen Nachkriegszeit, die nach Entwürfen des Hamburger Schiffbauers Adolf Weselmann gebaut wurden. In späteren Jahrzehnten legte die Werft immer wieder Bauserien erfolgreicher Schiffstypen auf. Einen ungewöhnlichen Weg gingen Werft und Reederei beim Bau einer 1979 begonnenen Serie von Schiffen für den Husumer Silobetrieb Heinrich Thordsen. Kümos dieser Größe mit 299 BRT Vermessung und etwa 1000 Ladetonnen waren vorher gut zehn Jahre nicht gebaut worden, trafen aber auf gute Beschäftigung. Ein weiterer treuer Kunde war die dänische Reederei Lindinger, die über Jahre immer wieder Schiffe der Husumer Werft erhielt. Am bekanntesten war hier eine in den 1970er Jahren gebaute Serie von sieben baugleichen Kümos mit jeweils 1599 BRT, deren letzten Schiffe aber durch den Konkurs der Lindinger-Gruppe im Frühjahr 1979 nicht mehr abgenommen wurden. Die letzten Jahre vor der Insolvenz der HSW waren von einer Reihe von Containerschiffsneubauten für chinesische Rechnung geprägt. Darunter fiel der größte Neubau der Werft, die 131 Meter lange und rund 11.000 Tonnen tragende Tian Guang, die im Juli 1996 vom Stapel lief.

## Bauliste
- Siehe Bauliste der Husumer Schiffswerft